# Jonathan Harker
Jonathan Harker es uno de los protagonistas de la novela de horror de 1897 Drácula de Bram Stoker. 
Del personaje Jonathan Harker de la novela original de Drácula, fue inspirado Thomas Hutter para la película Nosferatu: Una sinfonía del horror de 1922 y su remake de 2024 Nosferatu.
Su viaje a Transilvania y posterior encuentro con el Conde Drácula y sus novias en el Castillo Drácula constituyen el dramático inicio de la novela y en la mayoría de las adaptaciones cinematográficas. 
Stoker se apropió del apellido de su amigo Joseph Cunningham Harker (1855–1920), escenógrafo del Lyceum Theatre (Londres) y padre del actor William Gordon Harker (1885–1967), así como bisabuelo de la actriz Polly Adams, cuyas hijas actrices Susannah Harker y Caroline Harker adoptaron el apellido Harker para sus nombres artísticos.

## Novela
Harker es un abogado recientemente graduado de Exeter, que es designado por su empleador, el Sr. Hawkins, para actuar como agente inmobiliario para un cliente extranjero llamado Conde Drácula que desea mudarse a Londres. Harker descubre en Carfax, cerca de Purfleet, Essex, una vivienda que se adapta a los requisitos del cliente y viaja a Transilvania en tren para consultarlo con él.
En Bistritz, Harker toma un carruaje hasta el Paso Borgo, donde a medianoche otro carruaje tirado por cuatro caballos negros lo espera para llevarlo al Castillo de Drácula en lo alto de los Montes Cárpatos. En el castillo, Harker es recibido por el misterioso e imponente Conde Drácula y finaliza la transacción de la propiedad. Sin embargo, Harker se daría cuenta de que se encuentra prisionero por su anfitrión, que se revela como un vampiro. Harker también tiene un encuentro peligroso con las tres seductoras y hermosas novias de Drácula, cuyos planes hacia él solo son frustrados por la intervención del Conde. Él promete darles a Harker después de que se concluya su trato comercial y les da una "bolsa que se mueve" (Harker supone que es un niño humano) para apaciguarlas. Drácula se va a Inglaterra y abandona a Harker en el castillo como comida para sus novias vampiro, como les prometió.
Más tarde, lograría escapar, y huye a un convento, donde tendría una crisis nerviosa al llegar como resultado de su encuentro con Drácula; su prometida, Mina Murray, lo atiende en su convalecencia con la ayuda de las monjas y posteriormente se casa con él. Regresarían a Inglaterra, donde Harker reconocería a Drácula en Londres.
Después de descubrir que Drácula mató a Lucy, se une a Van Helsing, Seward, Holmwood y Morris. Sus habilidades resultan ser de gran utilidad para recopilar información y para hacer un seguimiento de guaridas en Londres de Drácula a través de los documentos que encuentran en su primer escondite. Promete destruir a Drácula y de ser posible, enviar "su alma para siempre jamás a quemar al infierno" aunque sea a costa de la propia alma.
Cuando se enfrenta con la maldición de Mina, sin embargo, no sabe cómo reaccionar; Mina pide a los demás en el grupo matarla si es necesario. Mientras que Harker dice que lo haría, en la intimidad de su diario dice que si es necesario, se convertiría en un vampiro por su amor a ella. Sin embargo, Harker logra evitarlo cuando Van Helsing y los demás logran destruir a Drácula.
En el clímax del libro, él abre el ataúd de Drácula antes del atardecer y corta la garganta de Dracula con un cuchillo kukri mientras Quincey Morris lo apuñala en el corazón con un cuchillo Bowie.
En las notas finales de la novela, se revela que han pasado siete años y que él y Mina tienen un hijo a quien llaman Quincey. Resalta el hecho de que el cumpleaños de Quincey Harker es el día en el que Quincey Morris murió combatiendo a Drácula. Jonathan Harker visita finalmente el castillo de Drácula junto con su esposa, su hijo y sus amigos supervivientes para recordar su aventura. Regresa a casa con su esposa y su hijo y le dice Van Helsing que un día su hijo sabrá toda la historia.
Una cosa interesante a destacar es la orientación religiosa de Harker. Él, como los demás personajes principales, se considera un cristiano determinado a servir a Jesús destruyendo al demoníaco Drácula, sin embargo, a diferencia del devoto Van Helsing, no es católico. En el libro, se describe a sí mismo como un "clérigo inglés", es decir, un miembro de la Iglesia de Inglaterra, un anglicano. En principio está renuente a aceptar que una anciana le de su crucifijo cuando dice que va a ir al castillo de Drácula. (El detalle de que se mencionen "perlas", hace pensar que de hecho puede ser un rosario.) Él considera que esas cosas son de idolatría, lo que parece confirmar el hecho de que es un anglicano. Sin embargo, cuando está atrapado en el castillo de Drácula y es protegido por el poder de la Cruz, aparentemente cambia sus creencias.

## Legado

### Cine y teatro

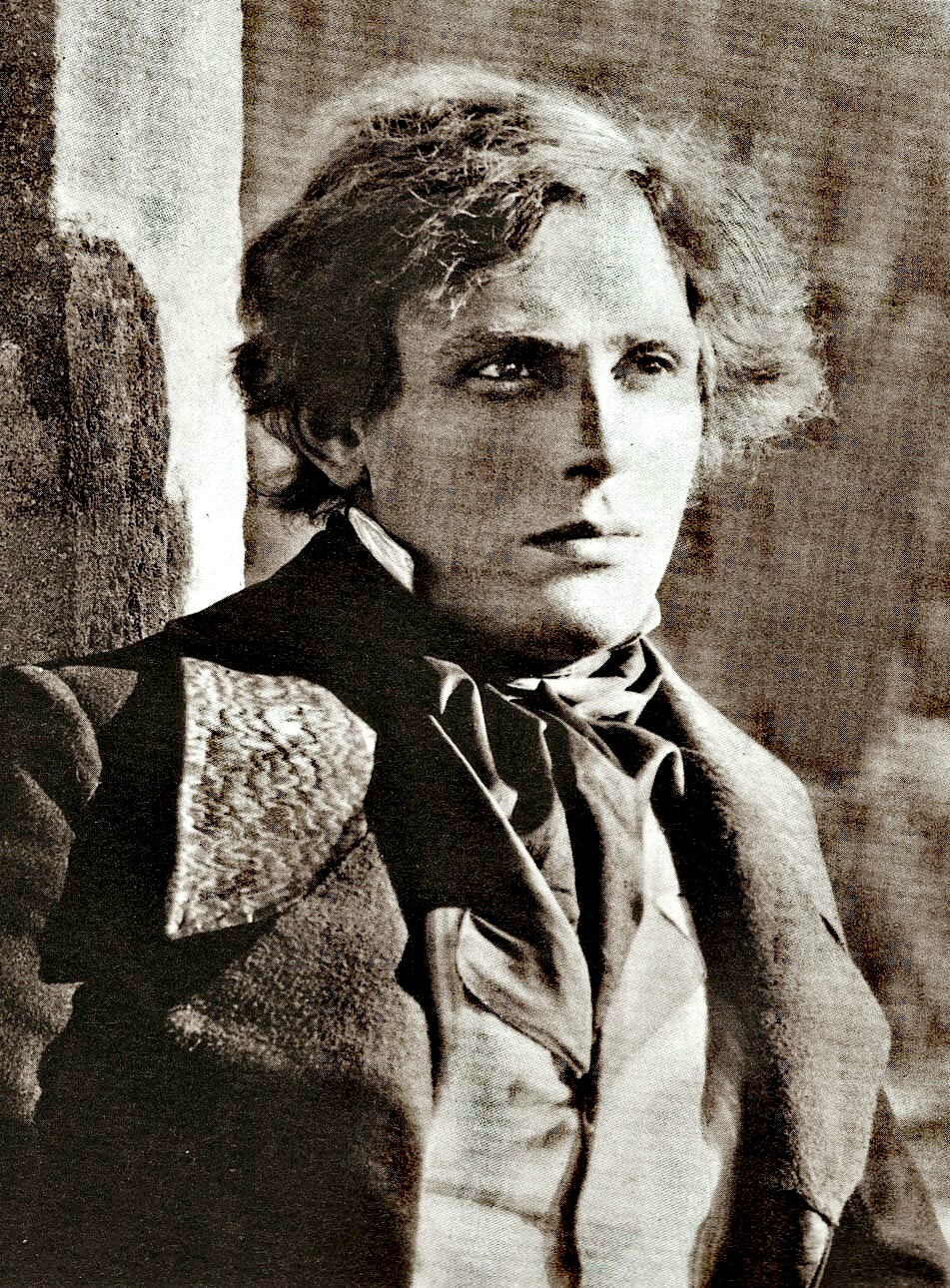
Gustav von Wangenheim es Thomas Hutter en Nosferatu, eine Symphonie des Grauens (1922).

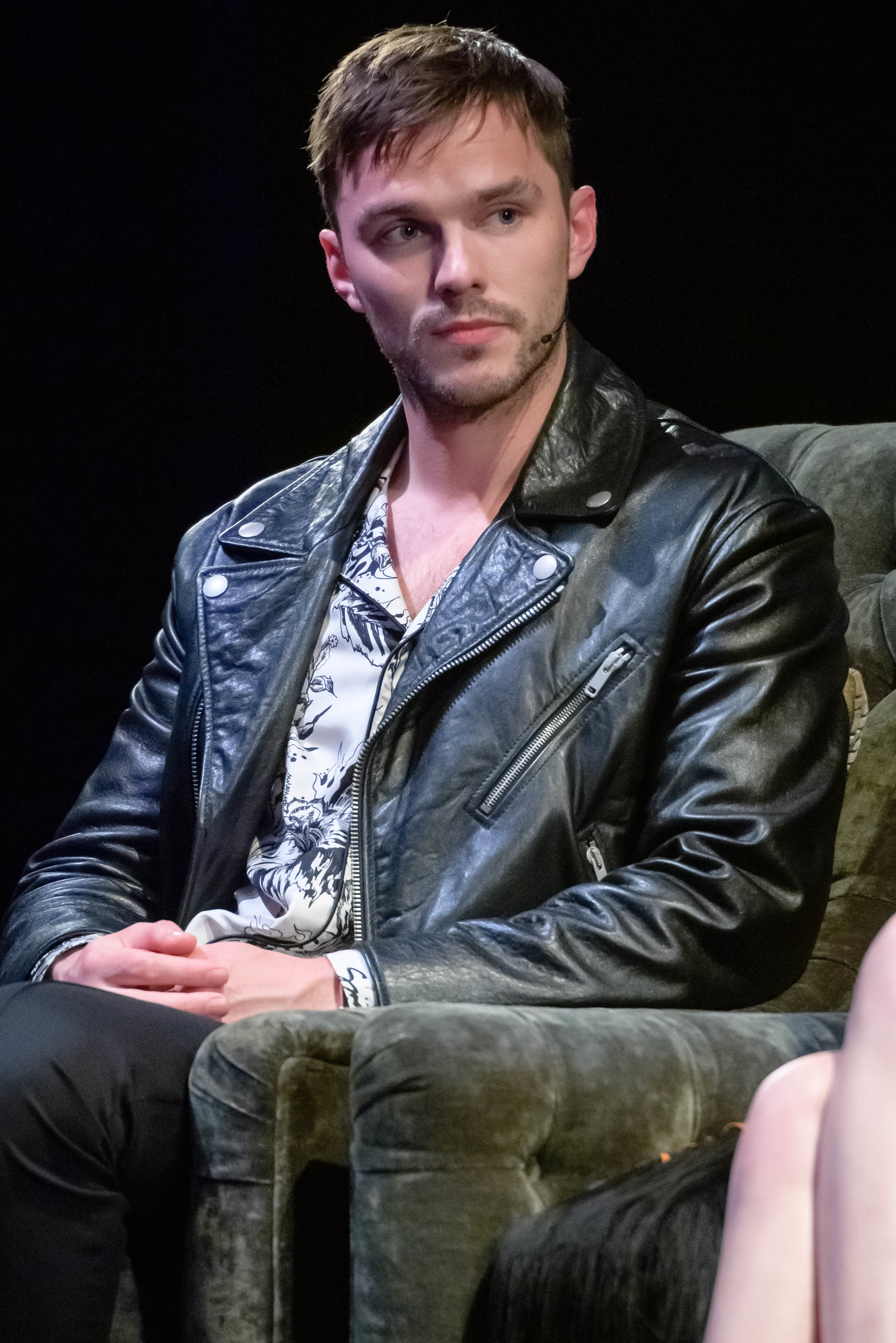
Nicholas Hoult interpreta a Thomas Hutteren la película Nosferatu (2024).

Protagonista en la novela y en la mayoría de las adaptaciones cinematográficas, Harker ha sido interpretado a la fecha en películas, teatro, y televisión por muchos actores, incluyendo:
- Gustav von Wangenheim (como Thomas Hutter) en Nosferatu, eine Symphonie des Grauens (1922).
- David Manners (como John Harker) en Drácula (1931).
- Barry Norton (como Juan Harker) en Drácula (1931, versión española).
- John Van Eyssen en Drácula (1958).
- Fred Williams en Conde Drácula (1970).
- Bruno Ganz en Nosferatu: Phantom der Nacht (1979).
- Bosco Hogan en Conde Drácula (1977).
- Trevor Eve en Drácula (1979).
- Keanu Reeves en Drácula, de Bram Stoker (1992).
- Steven Weber en Dracula: Dead and Loving It (1995).
- Hardy Krüger Jr. en Drácula (2002).
- Johnny A. Wright en Dracula: Pages from a Virgin's Diary (2002).
- Rafe Spall en Drácula (2006).
- Unax Ugalde en Drácula (2012).
- Oliver Jackson-Cohen en Drácula (serie de televisión 2013).
- John Heffernan en Drácula (serie de televisión 2020).
- Nicholas Hoult (como Thomas Hutter) en Nosferatu (2024) .

En unas cuantas adaptaciones, Harker sucumbe al vampirismo (ya sea por Drácula o sus novias) y es asesinado.
En Drácula, el musical, basado en el clásico personaje, escrito por los argentinos Pepe Cibrián Campoy (libro y letras), y Ángel Mahler (música), Jonathan Harker cumple uno de los roles protagónicos.
En el musical de Frank Wildhorn, Dracula, the musical on Broadway, Jonathan es interpretado por Rob Evan. En las producciones de St. Gallen Switzerland y Graz Austria productions, Jonathan fue interpretado por el actor de musicales suizo, Jesper Tydén.
En "Drácula, el no muerto", las inseguridades de Harker sobre la relación de Mina con Drácula provocan que se vuelva un alcohólico, lo que causa un rompimiento con su esposa e hijo. Con el afán de proteger a su hijo Quincey, Harker lo obliga a entrar a la escuela de leyes y dejar la carrera de arte, lo que hace a Quincey detestar a su padre. Harker sería empalado por Isabel Bathory después de atacado por uno de sus siervos vampiro.

### Otros medios
- Él es el protagonista y personaje jugable en los juegos Dracula: Resurrection y Dracula 2: The Last Sanctuary y en el juego Drácula, de Bram Stoker.

- Un juego de vídeo para Xbox 360, PS3 y Wii fue anunciado y giraría en torno al personaje de Jonathan Harker. El juego iba a ser llamado Harker y estaba siendo desarrollado por The Collective, pero fue finalmente cancelado.

- La banda Schoolyard Heroes tiene una canción titulada "Sinceramente suyo, Jonathan Harker".

- El músico uruguayo, humorista y escritor Leo Masliah tiene una canción titulada "Jonathan Harker".

- Jonathan Harker es un personaje en la novela Frankenstein de Dean Koontz.

- En el episodio "Buffy vs. Dracula" de Buffy the Vampire Slayer, Rupert Giles toma el papel de Jonathan Harker; entra al castillo Drácula y conoce a las novias de Drácula.

- Jonathan Harker es mencionado en TSOL's "Silent Scream".